# Ilinka Mitreva
Ilinka Mitreva (en macedonio: Илинка Митрева; Skopie, 11 de febrero de 1950-Skopie, 1 de agosto de 2022) fue una política y profesora universitaria macedonia. Ejerció como ministra de Relaciones Exteriores de Macedonia, en 2001 y de 2002 a 2006.

## Biografía

### Familia
Nació el 11 de febrero de 1950, en la ciudad de Skopie, de la entonces República Socialista de Macedonia.
Viene de una respetada familia búlgara de Ohrid. Su abuelo, Anastas Mitrev, nació en Ohrid y fue uno de los maestros búlgaros más populares de su época en la diócesis de la Exarquía búlgara. El padre de Ilinka, Dimitar Mitrev, es considerado el creador de la teoría y la crítica literaria macedonia. Fue el fundador del Departamento de Literatura Eslava del Sur en la Universidad de Skopje. En toda su obra científica y en su actividad docente, Mitrev defendió el principio del realismo socialista, que es también la base de su libro "Teoría de la literatura". Anastas y su hijo Dimitar se mudaron a vivir a Yugoslavia desde Sofía en 1947.
Estuvo casada con el artista Ilia Penushliski (hijo de Kiril Penushliski), con quien tienen un hijo. Habla francés, inglés e italiano.

### Formación
Mitreva se graduó de la Facultad de Filología de la Universidad de Skopje en 1973, con una licenciatura en filología románica. Completó su maestría en la Facultad de Filología de la Universidad de Belgrado y defendió su doctorado en el campo de la literatura francesa nuevamente en la Universidad de Skopje.

### Trayectoria
Fue profesora de la Facultad de Filología de la Universidad de Skopje desde 1974, donde trabajó sucesivamente como asistente junior, profesor asociado y jefe (1999-2001) del Departamento de Lenguas y Literatura Romances de la Facultad de Filología de Skopje. Fue profesora de literatura francesa en el Departamento de Lenguas y Literaturas Románicas del 23 de noviembre de 2001 al 31 de octubre de 2002. Fue autora de varios trabajos profesionales y científicos.

#### Carrera política
En 1991, se convirtió en miembro del presidium del SDSM y presidente de la Comisión de Política Exterior del SDSM. Posteriormente, fue elegida diputada en la Asamblea de la República de Macedonia en las elecciones de 1994, 1998, 2002 y 2006.
De 1997 a 1999, se convirtió en presidente de la organización de la ciudad de SDSM para la capital Skopje.
En el período 1998-2002 fue miembro de comisiones y delegaciones parlamentarias: Comisión de Política Exterior, Comisión de Educación y Ciencia; Comité de Cultura; Delegación de la Asamblea de la República de Macedonia ante la Iniciativa Centroeuropea (CEI); Grupo parlamentario de la República de Macedonia para la cooperación con el Parlamento Europeo , en ese momento también era el portavoz parlamentario de asuntos exteriores del SDSM.
En el período 1994-1998 fue miembro de comisiones y delegaciones parlamentarias: Presidente de la Comisión de Política Exterior; Jefe de la Delegación de la Asamblea de la República de Macedonia en la CEI; Presidente del Grupo Parlamentario de la República de Macedonia para la cooperación con el Parlamento Europeo.
Fue Ministra de Relaciones Exteriores de Macedonia en dos mandatos diferentes. Fue nombrada por primera vez para ese cargo el 13 de mayo de 2001, pero dimitió el 30 de noviembre. Posteriormente volvió a ser nombrada el 1 de noviembre de 2002, donde ocupó el cargo hasta el 26 de agosto de 2006.
En 2003, Mitreva se convirtió en vicepresidente de la Unión Socialdemócrata de Macedonia (SDSM).
Entre noviembre de 2006 y 2008, fue parlamentaria.

### Fallecimiento
Falleció el 1 de agosto de 2022, a la edad de 72 años.